# Punkt krytyczny (serial dokumentalny 2007)
Punkt krytyczny (ang. Situation Critical) to serial dokumentalny produkowany przez National Geographic. Opisuje on różnego typu katastrofy i wypadki. W przeciwieństwie do swego poprzednika, "Tuż przed tragedią" "Punkt krytyczny" od razu tłumaczy, co się stało, zamiast najpierw przedstawić katastrofę, a potem ją analizować. Główne motto serii to "Sytuacja właśnie stała się krytyczna" (The situation has just turned critical lub podobne, zależy od odcinka). Do listopada 2007 roku wyemitowano 13 odcinków.

## Odcinki
| #  | Tytuł (polski tytuł) | Sytuacja                             | Data wydarzeń                  | Przyczyna                                        |
| -- | --- | ------------------------------------ | ------------------------------ | ------------------------------------------------ |
| 1  | Hollywood Shootout (Strzelanina w Hollywood) | Strzelanina w North Hollywood        | 28 lutego 1997                 | Napad na bank, strzelanina                       |
| 1  | Dwóch napastników wtargnęło do banku w północnej części Hollywood. Gdy policjanci ich otoczyli, uzbrojeni w ciężkie karabiny i własnoręcznie wykonane stroje kuloodporne rabusie przez blisko 44 minuty atakowali funkcjonariuszy aż do przybycia SWAT: jeden został zastrzelony, drugi się wykrwawił. |                                      |                                |                                                  |
| 2  | Taliban Uprising (Powstanie Talibów) | Bitwa o Qala-i-Jangi                 | 25 listopada – 1 grudnia 2001  | Bunt więźniów                                    |
| 2  | Setki Talibów próbowało uwolnić się w więzienia w fortecy Qala-i-Jangi, podczas gdy dwóch reporterów znalazło się w środku chaosu. |                                      |                                |                                                  |
| 3  | SAS Jungle Rescue | Operacja Barras                      | 25 sierpnia – 10 września 2000 | Uwolnienie zakładników                           |
| 3  | Dwunastu żołnierzy przeprowadzających patrol w dżungli w Sierra Leone zostało porwanych przez grupę rebeliantów. Wszystkich udało się uratować. |                                      |                                |                                                  |
| 4  | Apollo 13 (Apollo 13) | Apollo 13                            | 11 kwietnia – 17 kwietnia 1970 | Wybuch zbiornika z tlenem                        |
| 4  | Eksplozja na statku Apollo 13 zmusiła załogę do porzucenia misji księżycowej i podjęcia próby powrotu na ziemię |                                      |                                |                                                  |
| 5  | Downed Pilot (Zestrzelony Pilot) | Mrkonjić Grad                        | 2 czerwca 1995                 | Zestrzelenie, obława                             |
| 5  | Serbskie i amerykańskie wojska rozpoczęły poszukiwania Scotta O'Grady'ego, gdy jego F-16 został zestrzelony nad Bośnią i Hercegowiną. |                                      |                                |                                                  |
| 6  | Hell on High Water (Piekło na pełnym morzu) | Wyścigi jachtów w 1998 r.            | 26 grudnia 1998                | Sztorm                                           |
| 6  | Niespodziewany sztorm podczas zawodów jachtowych w 1998 r. u wybrzeży Australii doprowadziły do zatonięcia kilku jachtów. |                                      |                                |                                                  |
| 7  | Hunting Pablo Escobar (Dorwać Pablo Escobara) | Polowanie na Pablo Escobara          | 2 grudnia 1993                 | Obława                                           |
| 7  | Kolumbijski baron narkotykowy został zastrzelony (lub popełnił samobójstwo) podczas obławy w 1993 roku. |                                      |                                |                                                  |
| 8  | Moscow Theatre Siege (Oblężenie Teatru Moskiewskiego) | Atak na moskiewski teatr na Dubrowce | 23 – 26 października 2002      | Odbicie zakładników                              |
| 8  | 40 czeczeńskich terrorystów pod przywództwem Mowsara Barajewa zatrzymało 850 zakładników w teatrze na Dubrowce; fatalnie zorganizowana akcja odbijania zakładników skończyła się śmiercią blisko 300 osób.                                                                                             |                                      |                                |                                                  |
| 9  | Assault on Entebbe (Atak na Entebbe) | Operacja Entebbe                     | 27 czerwca – 4 lipca 1976      | Uprowadzenie samolotu                            |
| 9  | Lot Air France 139 z Tel-Awiwu wystartował po przystanku w Atenach. W kilka minut później porwało go dwóch palestyńskich i dwóch niemieckich terrorystów; zakładnicy zostali odbici na lotnisku w Entebbe w Ugandzie przez siły specjalnie Izraela.                                                    |                                      |                                |                                                  |
| 10 | Russian Sub Rescue (Na ratunek łodzi podwodnej) | Wypadek łodzi podwodnej AS-28        | 4 – 7 sierpnia 2005            | Spętanie łodzi podwodnej przez sieci rybackie    |
| 10 | AS-28, załogowa miniaturowa łódź podwodna zaplątała się w zatopione sieci rybackie w pobliżu Zatoki Berezowaja, 70 km od Kamczatki: została ocalona przez zdalnie sterowaną, brytyjską łódź. |                                      |                                |                                                  |
| 11 | Al-Qaeda Ambush (Zasadzka Al-Kaidy) | Bitwa o Takur Ghar                   | 3 marca 2002                   | Zasadzka                                         |
| 11 | Członkowie United States Navy SEALs zostali zaskoczeni przez siły Al-Kaidy. W czasie walki trzy helikoptery CH-47 Chinook zostały stracone. |                                      |                                |                                                  |
| 12 | Miracle at Quecreek (Cud w kopalni Quecreek) | Katastrofa w kopalni Quecreek        | 24 czerwca – 28 lipca 2002     | Zalanie kopalni                                  |
| 12 | W pensylwańskiej kopalni Quecreek górnicy przypadkiem przebili się do pobliskiej opuszczonej kopalni, uwalniając 500 mln ton wody, która zalała kopalnię Quecreek. Wszystkich 9 górników uwięzionych przez wodę uratowano.                                                                             |                                      |                                |                                                  |
| 13 | Nightmare on Mt. Hood (Koszmar na Mt. Hood) | Wypadek na Mount Hood                | 30 maja 2002                   | Upadek w szczelinę lodowcową, rozbicie śmigłowca |
| 13 | Siedem osób na zboczu Mount Hood wpadło do szczeliny w lodowcu: błąd w operacji ratunkowej doprowadził do śmierci trojga z nich, gdy helikopter się rozbił. |                                      |                                |                                                  |